# I Am the West
Albums de Ice Cube
Raw Footage
(2008) Everythang's Corrupt
(2018)
Singles
1. I Rep That West
Sortie : 25 avril 2010
2. Drink the Kool-Aid
Sortie : 27 juillet 2010
3. She Couldn't Make It on Her Own
Sortie : 31 août 2010
4. Too West Coast
Sortie : 1er septembre 2010

I Am the West est le neuvième album studio d'Ice Cube, sorti le 28 septembre 2010 aux États-Unis et le 11 octobre 2010 en France.
Ice Cube avait annoncé que cet album sera différent de ses précédents. Il avait avoué avoir reçu des productions de « vétérans » de la scène hip-hop West Coast tels que DJ Quik et E-A-Ski. Finalement, DJ Quik n'est présent et on retrouve E-A-Ski uniquement sur un titre bonus. Aussi bien sur le plan des producteurs que des featurings, les collaborateurs d'Ice Cube sur cet album sont peu connus, excepté le rappeur WC.
L'album sort sur le propre label indépendant d'Ice Cube, Lench Mob Records. Le rappeur déclare qu'il aime travailler en indépendant car il se sent libre et pas dirigé par une major
I Am the West s'est classé 3e au Top Independent Albums, 6e au Top Rap Albums, 7e au Top R&B/Hip-Hop Albums et 22e au Billboard 200.

## Liste des titres
| No  | Titre                                                                                      | Contient un (des) sample(s) de                                                                       | Durée |
| --- | ------------------------------------------------------------------------------------------ | --- | ----- |
| 1.  | A Boy Was Conceived (Intro) (Produit par John Murphy)                                      | | 0:26  |
| 2.  | Soul on Ice (Produit par Tha Bizness)                                                      | | 3:39  |
| 3.  | Life in California (featuring Jayo et WC – Produit par Sir Jinx et Dae One)                | | 4:02  |
| 4.  | She Couldn't Make It on Her Own (featuring OMG et Doughboy – Produit par Bangladesh)       | The Message de Grandmaster Flash and The Furious Five featuring Grandmaster Melle Mel et Duke Bootee | 2:58  |
| 5.  | Urbanian (Produit par Track Bully)                                                         | | 2:25  |
| 6.  | Y'all Know How I Am (featuring OMG, Doughboy, WC et Young Maylay – Produit par Willy Will) | | 2:18  |
| 7.  | Too West Coast (featuring WC et Young Maylay – Produit par Hallway Productionz)            | | 2:58  |
| 8.  | I Rep That West (featuring JIGG – Produit par JIGG)                                        | | 4:31  |
| 9.  | Drink the Kool-Aid (Produit par Brandon Alexander)                                         | Hello d'Ice Cube featuring MC Ren et Dr. Dre                                                         | 3:09  |
| 10. | No Country for Young Men (Produit par Doughboy et Rocko)                                   | | 4:13  |
| 11. | It Is What It Is (Produit par DJ Montay)                                                   | | 3:21  |
| 12. | Hood Robbin' (Produit par T-Mix)                                                           | | 3:45  |
| 13. | Your Money Or Your Life (Produit par T-Mix)                                                | | 3:23  |
| 14. | Nothing Like L.A. (Produit par The Fliptones)                                              | | 3:20  |
| 15. | All Day, Every Day (Produit par Hallway Productionz)                                       | | 2:21  |
| 16. | Fat Cat (Produit par JIGG)                                                                 | | 2:54  |

| 17. | Man vs. Machine (Produit par Infinity) | 2:27 |
| 18. | Pros vs. Joes (Produit par E-A-Ski)    | 2:19 |